# Espondelhan
Espondelhan (en francès Espondeilhan) és un municipi occità del Llenguadoc, a la regió d'Occitània, al departament de l'Erau.